# Iwan Aleksandrow
Iwan Gawriłowicz Aleksandrow (ros. Ива́н Гаври́лович Алекса́ндров, ur. 20 sierpnia 1875 w Moskwie, zm. 2 maja 1936 tamże) – radziecki inżynier, akademik Akademii Nauk ZSRR (od 1932).
Kształcił się w Moskiewskiej Inżynieryjnej Szkole Komunikacji (1901). Po rewolucji przeszedł na służbę nowego rządu. Jeden z twórców planu GOELRO (Госуда́рственная комиссия по электрифика́ции Росси́и – Państwowa Komisja Elektryfikacji Rosji). W latach 1921–1924 był członkiem Prezydium Państwowej Komisji Planowania STO (Rady Pracy i Obrony). W latach 1921–1928 był głównym autorem projektu Dneproges (elektrowni wodnej na Dnieprze w Zaporożu) i planu elektryfikacji Azji Centralnej (w tym czyrczyńskiego kompleksu energetycznego). Opracował plan budowy kolei Bajkało-Amurskiej. Kierował dużymi projektami irygacyjnymi i gospodarczymi, przy realizacji których na ogromną skalę wykorzystywana była niewolnicza praca więźniów łagrów. W latach 30. zaczął być ostro krytykowany jako „burżuazyjny specjalista”.